# Athon van Courtenay
Athon van Courtenay (geboren in 985) was in de 11e eeuw de eerste heer van Courtenay. Hij behoorde tot het huis Courtenay, waarvan hij de stichter was.

## Levensloop
Athon was de zoon en erfgenaam van Reinoud, die als heer van Château-Renard een vazal was van de graven van Sens. Rond het jaar 1000 profiteerde hij van de successieoorlog in het hertogdom Bourgondië tussen Robert II van Frankrijk en Otto Willem van Bourgondië om Courtenay te bezetten. Hij liet het oord verstevigen en bouwde er een kasteel.  
Hij was de vader van Jocelin I (1034-?), die hem na zijn dood opvolgde als heer van Courtenay. Ook zou hij een dochter Hersende gehad hebben, die gehuwd was met Helduin. Vermoedelijk waren zij de grootouders van heer Adam van Chailly.
Het is niet bekend wanneer Athon van Courtenay overleed.